# Polynoncus erugatus
Polynoncus erugatus är en skalbaggsart som beskrevs av Clarke H. Scholtz 1990. Polynoncus erugatus ingår i släktet Polynoncus och familjen knotbaggar. Inga underarter finns listade i Catalogue of Life.